# Diaphanoskopie
Als Diaphanoskopie (griechisch diaphanes: durchscheinend und skopein: betrachten) bezeichnet man das Durchleuchten von Körperteilen mittels sichtbaren Lichts zu diagnostischen Zwecken. Durch die Entwicklung aussagekräftigerer technischer Methoden hat die Diaphanoskopie teilweise an Bedeutung verloren. Gleichzeitig wurden neue Methoden für die Diagnose von Erkrankungen in der Hals-Nasen-Ohrenheilkunde und der Rheumatologie entwickelt. Im experimentell-klinischen Bereich werden auch optisch-tomographische Ansätze erprobt.
Beispiele für eine positive Diaphanoskopie:
- Hydrozele[1]
- Spermatozele[1]
- Pneumothorax bei Neugeborenen[2]

Beispiele für eine negative Diaphanoskopie:
- Hodentumor[3]
- Inkarzerierte Skrotalhernie[4]

Beispiel als bildgebender Teil einer operativen Methode:
- Perkutane endoskopische Gastrostomie

## Geschichte
Die Idee der Diaphanoskopie gab es bereits 1867 durch die Entwicklung des Stomatoscops zur Durchleuchtung der Zähne und des Urethroscops zur Durchleuchtung der Blase durch galvanisches Glühlicht durch Julius Bruck. Zur Lokalisation von Fremdkörpern wurde 1903 die Möglichkeit der Transillumination erprobt und beschrieben. Die transpupillare Diaphanoskopie kam 1959 hinzu. Wenig Beachtung fand wegen zu geringer Lichtintensität hingegen die diasklerale Durchleuchtung, bis 1965 ein Glasfaserdiaphanoskop mit einer maximalen Beleuchtungsstärke von 40.000 Lux möglich war. Dadurch konnten auch kleinere, wandnahe Fremdkörper dargestellt werden. Problematisch waren wandferne Fremdkörper und Gewebsverdichtungen. Im Jahr 1959 wurde von Yamamura erstmals eine bei der endotrachealen Intubation als Alternative zur direkten Laryngoskopie die Transillumination als Technik erstmals beschrieben.
Um Erkrankungen des Zentralnervensystems beim Kind zu diagnostizieren, kam die Diaphanoskopie bei Verdacht auf subdurale Ergüsse, bei Hirnödemen und bei großem Hydrocephalus zum Einsatz.